# Dimitri Peteline
Dimitri Aleksandrovitch Peteline (en russe : Дмитрий Александрович Петелин), né le 10 juillet 1983 à Kostanaï (en RSS kazakhe), est un cosmonaute russe.

## Biographie
Petelin est diplômé de l'université d'État du Sud de l'Oural en 2006 avec un diplôme en génie aéronautique et des hélicoptères. Après avoir obtenu son diplôme, il travaille comme ingénieur pour NIK, LLC. Le 26 octobre 2012, il devient cosmonaute, membre de la sélection TsPK-16 de 2012 et se présente au Centre d'entraînement des cosmonautes Youri-Gagarine. Il termine sa formation avant d'être nommé cosmonaute d'essai le 15 juillet 2014.
Il effectue sa première mission avec Soyouz MS-22 qui rejoint la station spatiale internationale le 21 septembre 2022, en compagnie de son compatriote Sergueï Prokopiev et de l'Américain Francisco Rubio, pour participer aux expéditions 67, 68 et 69. Les trois hommes sont de retour sur Terre le 27 septembre 2023 à bord de Soyouz MS-23.
Il est marié et est le père d'une fille.